# Ротчозеро
Ротчозеро (Нижнее Ротчеозеро) — пресноводное озеро на территории Петровского сельского поселения Кондопожского района Республики Карелии.

## Общие сведения
Площадь озера — 1,3 км², площадь водосборного бассейна — 10,7 км². Располагается на высоте 140,0 метров над уровнем моря.
Котловина ледникового происхождения.
Форма озера лопастная, продолговатая: оно более чем на два километра вытянуто с северо-запада на юго-восток. Берега изрезанные, каменисто-песчаные, местами заболоченные.
В озеро впадают три ручья. Из южного залива Ротчозера вытекает река Ротчозерка, впадающая с правого берега в реку Малую Суну, в свою очередь, впадающую в Сямозеро. Из Сямозера берёт начало река Сяпся, впадающая в Вагатозеро. Через последнее протекает река Шуя.
В озере более десяти безымянных островов общей площадью 0,01 км², однако их количество может варьироваться в зависимости от уровня воды.
Рыба: щука, плотва, окунь, налим, ёрш.
К западу и северу от озера проходят лесовозные дороги.
Населённые пункты вблизи водоёма отсутствуют. На восточном берегу водоёма располагается урочище Ротчозеро на месте бывшей деревни Ротчезеро.
Код объекта в государственном водном реестре — 01040100111102000017211.